# Ignasi Ramon Miró i Manent
Ignasi Ramon Miró i Manent (Barcelona, 1821-1892) fou un pedagog català, fundador del Col·legi Miró.
Fou professor de l'Institut Barcelonès l'any 1841. El 1844 esdevingué mestre de l'escola pública de Manresa. Dirigí el setmanari La Antorcha Manresana entre 1856 i 1860. Col·laborà en creació de la Biblioteca Popular de la capital del Bages.
El 1860 a 1863 va ser secretari de la Junta d'Instrucció Pública de la província de Barcelona. En aquest període la junta impulsà la creació d'escoles de pàrvuls, fundant un parvulari model, s'obrí l'Escola Normal de Mestres i s'impulsà l'educació de la dona entre d'altres iniciatives.
Va ser director de El Monitor de Primera Enseñanza una de les més influents revistes professionals. Contribuí a la creació de la Societat d'Amics de la Instrucció.
El 1869 fundà i dirigí el Col·legi Miró, un dels centres educatius més destacats del panorama educatiu català del segle xix. Una institució seglar amb un marcat accent sobre l'educació religiosa, adreçada a educar els fills de la burgesia catalana. Comptava amb ensenyaments de pàrvuls, primari elemental i superior, estudis mercantils i de preparació per accedir a la universitat. Uns ensenyaments dotats de continguts que responien a les necessitat educatives i culturals d'aquella burgesia. Ignasi Ramon Miró va imprimir a totes les seves activitats i realitzacions la seva preocupació per la pedagogia i per la millora de la didàctica. Una actitud que contrasta amb la mediocritat educativa de les escoles públiques i religioses coetànies.
Publicà una necrologia de Carles Urrutia, una de les personalitats del despertar pedagògic del segle xix a casa nostra. Així com una monografia sobre la didàctica de la història, una matinera exposició de l'anomenat mètode cíclic. També un important conjunt de llibres escolars.
El 1893, Antoni Rubió i Lluch va pronunciar, al mateix Col·legi Miró, una detallada necrologia del Miró i Manent, publicada el 1921.

## Obra
- Los deberes religiosos y sociales al alcance de los niños (1861)
- La estrella de la niñez: consejos a los niños de las escuelas primarias (1865)
- Luisito ó la historia de un niño (1866)
- La educación y instrucción del niño: consideraciones útiles a los padres de familia (1869)
- La enseñanza de la historia en las escuelas (1889)